# Magnificent Obsession
Magnificent Obsession es una película estadounidense de 1954 dirigido por Douglas Sirk y con actuación de Jane Wyman, Rock Hudson, Barbara Rush y Agnes Moorehead. Está basado en la novela homónima de Lloyd C. Douglas.
Esta película de 1954 es una adaptación de la homónima de 1935.

## Argumento
Bob Merrick (Rock Hudson), un apuesto pero caprichoso millonario, sufre un accidente náutico causado por su propia irresponsabilidad. La policía toma prestado un respirador artificial para asistirlo, sin poder prever que su dueño, el Dr. Phillips, un apreciado médico en la comunidad lo iba también a necesitar para vivir tras sufrir un ataque. El fallecimiento del médico hace descubrir a su viuda Helen (Jane Wyman), que se encuentra en una situación económica delicada porque su marido se había dedicado a donar de forma anónima generosas cantidades de dinero a personas necesitadas. Cuando Bob se da cuenta del daño que ha causado su irresponsabilidad tratará de repararlo ofreciéndole dinero a la viuda pero esta lo rechaza airada.
Poco después descubre por medio de Edward Randolph (Otto Kruger), un amigo del Dr. Phillips, la filantrópica filosofía personal de este médico que se dedicaba a ayudar a los demás en secreto y a financiar el desarrollo de los talentos de las personas. Entonces Bob Merrick decide proseguir la labor del Dr. Phillips, pero cuando intenta decírselo a Helen, esta es atropellada por un coche al tratar de evitar hablar con él, quedando ciega. Bob intenta ponerse en contacto con ella, pero ella siempre lo rechaza. Todos estos acontecimientos hacen que Bob abandone su disoluta vida y retome sus estudios de Medicina.
Bob termina poniéndose en contacto con Helen en la playa y, aprovechando que ella no puede verlo, se presenta como Bob Roberson, consiguiendo su amistad. Mientras, en secreto y por medio de intermediarios, se dedica a ayudarla económicamente haciéndole creer que el dinero viene del seguro de su marido y de generosos compradores de su casa. Bob además reúne a los tres mejores médicos para que examinen a Helen en el extranjero, pero lamentablemente le comunican que no puede recuperar la vista. Bob acude a consolarla, a confesar su engaño y le pide matrimonio. Pero Helen, a pesar de quererle, no quiere ser una carga para él y se marcha con su amiga la enfermera Nancy (Agnes Moorehead), desapareciendo durante años. En todo ese tiempo Rob se convierte en un destacado neurocirujano y un filántropo como el dr. Phillips.
Un día, Nancy llama a Rob comunicándole que Helen está muy grave. Rob se presenta rápidamente en el lugar donde ella se hallaba y tras examinarla sospecha que la neumonía y todos los males que padece son complicaciones de la lesión en el cerebro que tiene desde el accidente. Finalmente se decide a operarla, salvándole la vida y la vista.

## Reparto
- Jane Wyman: Helen Phillips, esposa del dr. Phillips
- Rock Hudson: Bob Merrick
- Barbara Rush: Joyce Phillips, hija del dr. Phillips
- Otto Kruger: Edward Randolph, amigo del dr. Phillips
- Agnes Moorehead: Enfermera Nancy Ashford
- Gregg Palmer: Tom Masterson
- Sara Shane: Valerie
- Paul Cavanagh: Dr. Giraud